# Mandevilla myriophyllum
Mandevilla myriophyllum är en oleanderväxtart som först beskrevs av Paul Hermann Wilhelm Taubert, och fick sitt nu gällande namn av R. E. Woodson. Mandevilla myriophyllum ingår i släktet Mandevilla och familjen oleanderväxter. Inga underarter finns listade i Catalogue of Life.